# Спенсер (Северна Каролина)
Спенсер (енгл. Spencer) град је у америчкој савезној држави Северна Каролина.

## Демографија
По попису из 2010. године број становника је 3.267, што је 88 (-2,6%) становника мање него 2000. године.
| Група             | 2000.         | 2010.         |
| Белци             | 2.267 (67,6%) | 1.808 (55,3%) |
| Афроамериканци    | 792 (23,6%)   | 1.073 (32,8%) |
| Азијати           | 16 (0,5%)     | 28 (0,9%)     |
| Хиспаноамериканци | 227 (6,8%)    | 299 (9,2%)    |
| Укупно            | 3.355         | 3.267         |